# Мабел Фонсека Рамірес
Мабел Фонсека Рамірес (англ. Mabel Fonseca Ramírez; нар. 8 травня 1972, місто Гуантанамо, провінція Гуантанамо, Куба) — пуерториканська борчиня вільного стилю, бронзова призерка чемпіонату світу, дворазова чемпіонка, срібна та дворазова бронзова призерка Панамериканських чемпіонатів, дворазова бронзова призерка Панамериканських ігор, срібна призерка Центральноамериканських і Карибських ігор, учасниця Олімпійських ігор.

## Життєпис
Боротьбою почала займатися з 1995 року.
Виступала за борцівський клуб «Esporto», Сан-Хуан. Тренер — Педро Рохас Рейнальдо Хіменес.

## Спортивні результати на міжнародних змаганнях

### Виступи на Олімпіадах
| Змагання                    | Збірна      | Вагова категорія         | Місце           |
| --------------------------- | ----------- | ------------------------ | --------------- |
| Літні Олімпійські ігри 2004 | Пуерто-Рико | жіноча боротьба, до 5 кг | дискваліфікація |

### Виступи на Чемпіонатах світу
| Змагання                        | Збірна      | Вагова категорія          | Місце  |
| ------------------------------- | ----------- | ------------------------- | ------ |
| Чемпіонат світу з боротьби 2001 | Пуерто-Рико | жіноча боротьба, до 62 кг | 13     |
| Чемпіонат світу з боротьби 2002 | Пуерто-Рико | жіноча боротьба, до 59 кг | Бронза |
| Чемпіонат світу з боротьби 2003 | Пуерто-Рико | жіноча боротьба, до 55 кг | 5      |
| Чемпіонат світу з боротьби 2005 | Пуерто-Рико | жіноча боротьба, до 63 кг | 24     |
| Чемпіонат світу з боротьби 2007 | Пуерто-Рико | жіноча боротьба, до 63 кг | 30     |

### Виступи на Панамериканських чемпіонатах
| Змагання                                   | Збірна      | Вагова категорія          | Місце  |
| ------------------------------------------ | ----------- | ------------------------- | ------ |
| Панамериканський чемпіонат з боротьби 2000 | Пуерто-Рико | жіноча боротьба, до 56 кг | Срібло |
| Панамериканський чемпіонат з боротьби 2001 | Пуерто-Рико | жіноча боротьба, до 62 кг | Золото |
| Панамериканський чемпіонат з боротьби 2002 | Пуерто-Рико | жіноча боротьба, до 59 кг | Золото |
| Панамериканський чемпіонат з боротьби 2003 | Пуерто-Рико | жіноча боротьба, до 63 кг | Бронза |
| Панамериканський чемпіонат з боротьби 2007 | Пуерто-Рико | жіноча боротьба, до 63 кг | Бронза |

### Виступи на Панамериканських іграх
| Змагання                  | Збірна      | Вагова категорія          | Місце  |
| ------------------------- | ----------- | ------------------------- | ------ |
| Панамериканські ігри 2003 | Пуерто-Рико | жіноча боротьба, до 63 кг | Бронза |
| Панамериканські ігри 2007 | Пуерто-Рико | жіноча боротьба, до 63 кг | Бронза |

### Виступи на Центральноамериканських і Карибських іграх
| Змагання                                     | Збірна      | Вагова категорія          | Місце  |
| -------------------------------------------- | ----------- | ------------------------- | ------ |
| Центральноамериканські і Карибські ігри 2006 | Пуерто-Рико | жіноча боротьба, до 59 кг | Срібло |

### Виступи на інших змаганнях
| Змагання                                                        | Збірна      | Вагова категорія          | Місце |
| --------------------------------------------------------------- | ----------- | ------------------------- | ----- |
| Олімпійський кваліфікаційний турнір з боротьби 2008 (Едмонтон)  | Пуерто-Рико | жіноча боротьба, до 63 кг | 11    |
| Олімпійський кваліфікаційний турнір з боротьби 2008 (Хапаранда) | Пуерто-Рико | жіноча боротьба, до 63 кг | 12    |